# П'ятнадцятирічний капітан
«П'ятнадцятирі́чний капіта́н», або «П'ятнадцятилі́тній капіта́н» (фр. Un capitaine de quinze ans) — роман французького письменника Жуля Верна (1828–1905) з серії «Незвичайні мандрівки», який присвячений синові Ж. Верна Мішелю. Вперше опублікований у 1878 році. У творі автор виступив проти рабства чорношкірих африканців колонізаторами та їхніми ж ворожими племенами. За жанром — пригодницький роман, але, як і всі романи Жуля Верна, дає інформацію з географії, ботаніки й морської справи.

## Сюжет
Команда китобійного шхуни-брига «Пілігрим», включаючи капітана Хала, який був одним з найкращих гарпунерів флотилії, загинув в сутичці з китом. Після загибелі матросів, Халу Діку Сенду, п'ятнадцятирічному хлопцю, доводиться стати капітаном «Пілігрима». П'ятеро афроамериканців, що випадково опинилися на кораблі, допомагають Діку доплисти до Америки, саме туди повинен був дістатися корабель. Але підступний Негоро, корабельний кок, таємно змінює курс, і друзі потраплять до Африки, а не до Америки, бо Негоро, агент рабовласників, намагається помститися Діку за те, що той випередив його у зайнятті посади капітана корабля, а афроамериканців продати у рабство, щоб отримати прибуток. Всі пасажири брига «Пілігрим» опиняються у смертельній небезпеці, з якої їм вдається вийти живими лише завдяки Діку Сенду.
Після повернення додому Дік закінчив морське училище та отримав звання морського капітана.

## Персонажі
- Актеон (Actéon) — один з п'яти афроамериканців
- Алвіш (Жозе Антоніу) (Alvez) — чорношкірий работорговець
- Бет (Bat) — один з п'яти афроамериканців, син Тома
- Кузен Бенедікт (cousin Bénédict) — родич місіс Велдон, ентомолог
- Джеймс Уелдон (James-W. Weldon) — багатий каліфорнійський підприємець, власник «Пілігрима»
- Місіс Велдон (Mrs. Weldon) — дружина Джеймса Велдона
- Джек Велдон (Jack Weldon) — син пари Велдонів
- Самюель Вернон (Samuel Vernon) — дослідник Африки, господар Дінго
- Геркулес (Hercule) — один з п'яти афроамериканців
- Гарріс (Harris) — работорговець, агент Алвіша
- Говік (Howik) — помічник капітана (боцман) «Пілігрима»
- Капітан Халл (capitaine Hull) — капітан «Пілігрима»
- Дінго (Dingo) — пес, врятований разом з п'ятьма афроамериканцями
- Ібн-Хаміс (Ibn Hamis) — араб, начальник работоргового каравану
- Коїмбра (Coïmbra) — африканець, друг Альвеса
- Муана (Moina) — перша дружина Муані Лунга (королева)
- Муані Лунга (Moini Loungga) — африканський царьок, володар Казонде
- Нен (Nan) — чорношкіра служниця місіс Велдон
- Негору (Negoro) — кок «Пілігрима», за основною професією работорговець, агент Алвіша
- Остін (Austin) — один з п'яти афроамериканців
- Дік Сенд (Dick Sand) — юнга, надалі капітан «Пілігрима»
- Том (Tom) — один з п'яти афроамериканців
- Халіма (Halima) — молода рабиня, служниця місіс Велдон у полоні

## Екранізації
- «П'ятнадцятирічний капітан» (рос. Пятнадцатилетний капитан), радянський пригодницький фільм 1945 року;
- «П'ятнадцятирічний капітан» (ісп. Un capitán de quince años), іспано-французький фільм 1972 року;
- «Дияволи моря» (ісп. Los diablos del mar), іспанський фільм 1982 року;
- «Капітан «Пілігрима»» (рос. «Капитан „Пилигрима“»), радянський фільм 1986 року.

## Українські видання
Роман багаторазово перекладався й видавався українською мовою.
- Жюль Верн П'ятнадцятилітній капітан. Переклад з французької: Дмитро Лисиченко. Харків-Київ: ДВУ, 1929. 288 с.

- (перевидання) Жюль Верн П'ятнадцятирічний капітан. Переклад з французької: Дмитро Лисиченко. Київ: Знання, 2016. 335 с. (серія «Скарби») ISBN 978-617-07-0370-5

- Жюль Верн П'ятнадцятилітній капітан. Переклад з французької: Юрій Назаренко; ілюстрації: Г. Мейєра; художнє оформлення: Г. Тидиняна. Київ: Молодь, 1957. 338 с. (Бібліотека пригод та наукової фантастики)
- Жюль Верн. П'ятнадцятирічний капітан. Переклад з французької: Петро Соколовський; вступне слово: В. І Пащенко; гравюри: Ш. Барбанта. Київ: Веселка, 1978. 280 стор.

- (перевидання) Жюль Верн. П'ятнадцятирічний капітан. Переклад з французької: Петро Соколовський; вступне слово: В. І Пащенко; гравюри: Ш. Барбанта. Київ: Веселка, 1990. 303 стор. ISBN 5-301-00699-1
- (перевидання) Жюль Верн. П'ятнадцятирічний капітан. Переклад з французької: Петро Соколовський; художник: В. А. Дунаєва; Київ: Школа, 2005. 416 стор. (Золота бібліотека). ISBN 966-661-300-X («Школа»), ISBN 966-339-117-0 (НКП)

- Жюль Верн. П'ятнадцятирічний капітан. (адаптований текст для дітей молодшого і середнього шкільного віку) Переказ та літературна обробка із французької: А. А. Клімова; ілюстратор: О. Б. Щекотихін, М. Л. Курдюмов. Харків: Фактор. 2003. 112 стор. (Серія «Чарівний ліхтар»). ISBN 966-312-047-9
- Жюль Верн. П'ятнадцятирічний капітан. Л. Буссенар. Капітан Зірвиголова. Переклад з французької: Інна Базилянська; ілюстр. М. Гец. Харків: Видавничий дім «Школа», 2004. — 527 с. (Бібліотека пригод). ISBN 9668114566[1]
- Жюль Верн. П'ятнадцятирічний капітан. Переклад із французької: ? за редакцією Володимира Верховеня. Харків: SEPTIMA. 2006. 432 стор. (Серія «У світі пригод»). ISBN 966-674-042-7
- Жюль Верн. П'ятнадцятирічний капітан. (адаптований текст) Переказ із французької: Леся Босук; ілюстратор: Олена Чічік. Київ: Країна Мрій. 2009. 432 стор. (Серія «Улюблені книжки»). ISBN 978-966-424-169-1